# Nel gorgo del peccato (film 1927)
Nel gorgo del peccato, noto anche come Nel gorgo della carne (The Way of All Flesh), è un film muto del 1927 diretto da Victor Fleming considerato, ormai, un film perduto. La sceneggiatura si basa su The Way of All Flesh, un racconto di Perley Poore Sheehan di cui non si conosce la data di pubblicazione.
Per questo film, Emil Jannings ottenne nel 1929 l'Oscar al miglior attore protagonista.

## Produzione
Il film fu prodotto dalla Paramount come Paramount Famous Lasky Corporation.

## Distribuzione
Il copyright del film, richiesto dalla Paramount Famous Lasky Corp., fu registrato il 1° ottobre 1927 con il numero LP24471.
Distribuito dalla Paramount Pictures e presentato da Jesse L. Lasky e Adolph Zukor, il film uscì nelle sale cinematografiche statunitensi proiettato in prima a New York il 25 giugno 1927.
In Italia, il film - distribuito dalla Paramount - ottenne il visto di censura numero 23806 in data 31 ottobre 1927.
Non si conoscono copie ancora esistenti della pellicola che viene considerata presumibilmente perduta; pochi minuti (circa cinque) si trovano conservati negli archivi dell'UCLA Film and Television Archive.

### Riconoscimenti
- 1929 - Premio Oscar
  - Miglior attore protagonista a Emil Jannings